# Хачиров, Борис Бекмуратович
Борис Бекмуратович Хачиров (род. 14 ноября 1986, Гашун-Бургуста, Калмыцкая АССР) — российский государственный деятель. Сенатор Российской Федерации — представитель от исполнительной власти Республики Калмыкия с 22 сентября 2024 года. Вошёл в Комитет Совета Федерации по социальной политике (пункт 6 Постановления СФ от 25 сентября 2024 года, № 391-СФ).

## Биография
Родился в посёлке Партизанский Приозерного района Калмыкии. Образование высшее. 
В 2004 году с отличием закончил  Элистинский педагогический колледж им. Х.Б.Канукова, по специальности "физическая культура, учитель физической культуры".
В 2009 году с отличием закончил  Государственное образовательное учреждение высшего профессионального образования «Ставропольский государственный университет», «Безопасность жизнедеятельности» с дополнительной специальностью «Физическая культура, учитель безопасности жизнедеятельности. Педагог по физической культуре".
В том же году с отличием закончил  Государственное образовательное учреждение высшего профессионального образования «Ставропольский государственный университет», Юрист по специальности «Юриспруденция».
В 2014 году с отличием закончил Федеральное государственное бюджетное образовательное учреждение высшего профессионального образования «Российская академия народного хозяйства и государственной службы при Президенте Российской Федерации», магистр по направлению  подготовки «Государственное и муниципальное управление». 
Занимал должность директора по развитию ООО "Калмагроинвест". Был заместителем директора по коммерческим вопросам ООО "Алл тактикал комбат".
Депутат Народного Хурала (Парламента) Калмыкии XVII созыва (2023―2024). Был избран 10 сентября 2023 года в составе республиканского списка кандидатов, выдвинутого партией «Единая Россия» (баллотировался под №5 региональной группы №16). 
Вице-президент Федерации шахмат Калмыкии (с сентября 2024 года).
С сентября 2024 года — сенатор от Калмыкии, представляющий исполнительный орган власти в Совете Федерации. Сменил на этом посту Алексея Орлова, который был членом Совфеда с 2019 года.